# Diplycosia viridiflora
Diplycosia viridiflora är en ljungväxtart som beskrevs av Herman Otto Sleumer. Diplycosia viridiflora ingår i släktet Diplycosia och familjen ljungväxter. Utöver nominatformen finns också underarten D. v. megalantha.